# معركة ليغو (2015)
قالب:Campaignbox War in Somalia (2009–)
معركة ليغو، (بالإنجليزية: Battle of Leego)‏. هي معركة قامت بعد أن هاجم متشددو حركة الشباب بعثة تابعة لـ الاتحاد الأفريقي في الصومال في منطقة ليغو في الصومال وقتلوا أكثر من 70 جنديا من الاتحاد الإفريقي وسيطروا على قاعدتهم العسكرية في 26 يونيو 2015. واحتلوا موقعا عسكريا واسر نحو 100 جندي بوروندي وهجوم بسيارة ملغومة وبنادق آلية وقذائف صاروخية.

## وصف الحادثة
وصفت صحيفة «ميل اند جاردين» الهجوم بأنه «أحدث هجوم خلال موسم القتال السنوي في شهر رمضان». يقال إن مسلحين قطعوا رؤوس ناجين من الهجوم على القاعدة.

## نتيجة المعركة
أفادت التقارير أن القوات الصومالية وقوات بعثة الاتحاد الأفريقي في الصومال انها استعادت القاعدة والبلدة في 28 يونيو / حزيران بينما انسحب الشباب ولم يقدموا أي مقاومة لهم ولكن ليس قبل يقطعوا رأس نائب مفوض المنطقة المحلي الذي كان ضمن الأسرى الذين أخذواهم.
تزامنت المعركة مع هجمات شهر رمضان التي قام بها داعش والمتعاطفون معها في عام 2015، لكن لا توجد صلة مباشرة بين هجوم حركة الشباب والهجمات الأخرى في ذلك اليوم.